# ライヴ・アンド・デンジャラス
『ライヴ・アンド・デンジャラス』（Live and Dangerous）は、アイルランド出身のハードロック・バンド、シン・リジィが1978年に発表したライヴ・アルバム。

## 解説
バンドにとって初のライヴ・アルバム。オリジナルLPは2枚組だったが、再発CDは1枚にまとめられた。
当初はトニー・ヴィスコンティプロデュースのスタジオ・アルバムを制作する計画であったが、ヴィスコンティのスケジュールの問題からそれを断念し、フィル・ライノットの発案により、2週間ほどでライヴ・アルバムを制作することになった。1978年6月にイギリスで発売されると約3ヵ月間に渡って全英トッブ10にランクインするヒットとなる。（最高で全英2位を獲得している。）
主に『ナイト・ライフ』（1974年）以降のアルバムからの楽曲が中心だが、エリック・ベル在籍時の楽曲「ザ・ロッカー」や、オリジナル・アルバム未収録の「アー・ユー・レディ」と「ベイビー・ドライヴ・ミー・クレイジー」も収録された。1976年のツアーでは、米国バンドのクローバーがオープニング・アクトを務めており、当時クローバーのメンバーだったヒューイ・ルイスが、「ベイビー・ドライヴ・ミー・クレイジー」でハーモニカを吹いている。
本作からは、ボブ・シーガーのカヴァー「ロザリー」のライヴ・ヴァージョンがシングルとしてリリースされ、全英20位に達している。本作での「ロザリー」は、バンドのオリジナル曲「カウボーイ・ソング」の一部パートも挿入したメドレー「ロザリー〜カウガール・ソング」となっている。
ブライアン・ロバートソンは、本作を最後にシン・リジィを脱退した。
2004年に発売された同名のDVDは、本作収録曲のうち11曲のライヴ映像を含む内容。2007年には、未発表ライヴ音源を収録したボーナスCDや、エクストラ・トラックを追加した内容で再発された。
また2023年1月20日には、アルバム発売45周年を記念して、新規リマスター音源と未発表ライヴ音源を含むCD8枚組の『ライヴ・アンド・デンジャラス（スーパー・デラックス・エディション）』（UICY-80220/7）として発売された。ディスク1にはアルバム本編の新規リマスター音源、ディスク2～4には、'76年11月14日から16日にかけてロンドンのハマースミス・オデオンで行われた公演、ディスク5と6は、'77年10月20日・21日にフィラデルフィアのタワー・シアターで行われた公演、ディスク7には、'77年10月28日にトロントのセネカ・カレッジ・フィールド・ハウスで行われた公演、ディスク8には、'78年3月29日にロンドンのレインボー・シアターで行われた公演の模様を収録している。
「ローリング・ストーン誌が選んだオールタイム・グレイテスト・ライヴ・アルバム50」において、46位にランクインしている。
LPの初期盤には、表ジャケットの写真の別カットが白黒印刷されたインサートが付属していた。
LP1枚目A面の冒頭は、バンドを呼ぶ観客のコールと拍手から始まり1曲目の「脱獄」に続いていくのが通常の流れであるが、一時期の英国盤や西独盤にはファイアサイン・シアター（The Firesign Theatre：米国のコメディ劇団であり多数のアルバムを発表している）の「ポリス・ストリート」をオープニングSE（音響効果）として用い1曲目の「脱獄」に続いていく流れになっているものがあった。これは、不採用（ボツ）になったバージョンのスタンパー（LPをプレス成型するための原盤）が誤って使われてしまったからであり、正式採用バージョンのスタンパー群に紛れ込むように混在していたため、長らく回収・廃棄されずに使われ続けてしまった。CDや近年の復刻LPでは完全に統一されている。なお、ファイアサイン・シアターの「ポリス・ストリート」は1976～77年のライヴ・ツアーで実際に使われていた。

## 収録曲

### アルバム
特記なき楽曲はフィル・ライノット作。
1. 脱獄 - "Jailbreak" - 4:31
2. エメラルド - "Emerald" (Brian Downey, Scott Gorham, Phil Lynott, Brian Robertson) - 4:18
3. サウスバウンド - "Southbound" - 3:44
4. ロザリー〜カウガール・ソング - "Rosalie/Cowgirl's Song" (B. Downey, P. Lynott, Bob Seger) - 4:00
5. ダンシング・イン・ザ・ムーンライト - "Dancing in the Moonlight (It's Caught Me in Its Spotlight)" - 3:50
6. 虐殺 - "Massacre" (B. Downey, S. Gorham, P. Lynott) - 2:46
7. それでも君を - "Still in Love with You" - 7:40
8. サギ師ジョニーとヤクザのジミー - "Johnny the Fox Meets Jimmy the Weed" (B. Downey, S. Gorham, P. Lynott) - 3:32
9. カウボーイ・ソング - "Cowboy Song" (B. Downey, P. Lynott) - 4:40
10. ヤツらは町へ - "The Boys Are Back in Town" - 4:30
11. ドント・ビリーヴ・ア・ワード - "Don't Believe a Word" - 2:05
12. 勇士 - "Warriors" (S. Gorham, P. Lynott) - 3:52
13. アー・ユー・レディ - "Are You Ready" (B. Downey, S. Gorham, P. Lynott, B. Robertson) - 2:40
14. 自殺 - "Suicide" - 5:00
15. シャ・ラ・ラ - "Sha La La" (B. Downey, P. Lynott) - 4:18
16. ベイビー・ドライヴ・ミー・クレイジー - "Baby Drives Me Crazy" (B. Downey, S. Gorham, P. Lynott, B. Robertson) - 6:36
17. ザ・ロッカー - "The Rocker" (Eric Bell, B. Downey, P. Lynott) - 3:58

### DVD
1. "Introduction / Rosalie"
2. "The Boys Are Back in Town"
3. "Emerald"
4. "Dancing in the Moonlight (It's Caught Me in Its Spotlight)"
5. "Massacre"
6. "Still in Love with You"
7. "Don't Believe a Word"
8. "Are You Ready"
9. "Sha La La"
10. "Baby Drives Me Crazy"
11. "Finale / Me and the Boys"

## 参加ミュージシャン
- フィル・ライノット - ボーカル、ベース
- スコット・ゴーハム - ギター
- ブライアン・ロバートソン - ギター
- ブライアン・ダウニー - ドラムス、パーカッション

ゲスト・ミュージシャン
- ジョン・アール - サックス
- ヒューイ・ルイス - ハーモニカ